# Яхиново
Яхѝново е село в Западна България, община Дупница, област Кюстендил.

## География
Село Яхиново се намира на около 4 km североизточно от центъра на град Дупница. Разположено е в намиращата се между планините Верила на север и североизток и Рила на юг североизточна част на Дупнишката котловина. През селото протича река Джубрена, десен приток на река Джерман от басейна на река Струма. Преобладаващият наклон на терена в селото следва приблизително посоката на речното течение на югозапад при надморски височини около 550 m в североизточния край на селото, 530 m в югозападния край и 543 m при сградата на кметството.
Общински път през Яхиново води на североизток през село Червен брег до село Крайници, а на югозапад до връзка в Дупница с второкласния републикански път II-62 (Кюстендил – Дупница – Самоков) и по него – до връзка с първокласния републикански път I-1 (град Видин – граничен пункт ГКПП Кулата - Промахон) – част от Европейски път Е79.
Западно от Яхиново минава железопътната линия № 5 София – Кулата, на която има спирка за селото.
Климатът е преходно-континентален; почвите в землището на селото са преобладаващо смолници, наносни и ерозирани излужени канелени горски почви.
В района на селото има находища на глина за тухли.
Землището на село Яхиново граничи със землищата на: село Червен брег на север и североизток; село Ресилово на югоизток; село Самораново на югоизток; ; град Дупница на юг и югозапад; село Блатино на запад; село Дяково на северозапад; село Тополница на северозапад.
Населението на село Яхиново, наброявало 1239 души при преброяването към 1934 г. и 2423 към 1985 г., намалява до 1643 (по служебен документ на НСИ от 2022-12-31) към 2022 г.
При преброяването на населението към 1 февруари 2011 г., от обща численост 2026 лица, за 1953 лица е посочена принадлежност към „българска“ етническа група, за 66 – „не отговорили“, а за принадлежност към „ромска“, „други“ и „не се самоопределят“ не са посочени конкретни данни.

## История
Селото е в България от 1878 г.
Сведения за селото под името Бюик Ахи има в османотурски регистри от 1576 г.
Частни килийни училища е имало около 1834 г.
Запазена е църквата „Света Петка“, построена през 1871 г. на мястото на стар манастир.
При преброяването на населението през 1881 г. селото е записано като Яхиново в община Цървени брег, околия Дупница, окръг Кюстендил с 488 жители.
За произхода на името Яхиново няма документални данни.
Няма сведения за съществувало селище преди османската власт, но от легенди се знае, че е имало поселение на няколко километра на север от селото, в местността „Царако“. Открити са следи от жилища. Село Яхиново непосредствено преди Освобождението от османска власт е било едно почти напълно българско село. От 85 къщи, 81 са били български – християнски и само 4 са били турски. Населението е брояло около 500 души.
Имало е един турски чифлик и метохска земя на Рилския манастир. Основният поминък, както и навсякъде тогава е бил земеделието и скотовъдството. Повечето от хората са имали собствена земя, но някои са работили и в чифлика. Децата са учили в българско училище. Няма сведения за участието на хора от селото в Априлското въстание от 1876 г.
Десетки яхиновци участват във войните и много от тях дават живота си. Няма сведения за участие на хора от Яхиново в юнското и септемврийските въстания през 1923 година. През партизанското движение няма регистрирани партизани, а също и ятаци. През 1956/57 г. е кооперирана земята на селото. Имало е репресии срещу несъгласните, но няма факти за жертви. През 1942 – 1944 г., селото е електифицирано, а през 1965/66 е водоснабдено. Дотогава за питейни нужди са използвани само две чешми от местен водоизточник. Впоследствие (60-те и 70-те години на 20. век) селото се разраства, като в него се заселват много хора от други села.
През 1967 е построено ново училище, в което са учили над 300 деца. Стотици хора от селото отиват гурбетчии в Италия, САЩ, Германия, Испания, Гърция. Яхиново е от селата, в които има и училище и детска градина.

## Население
Численост и дял на етническите групи според преброяването на населението през 2011 г.:
|                     | Численост | Дял (в %) |
| Общо                | 2026      | 100,00    |
| Българи             | 1953      | 96,39     |
| Турци               | 0         | 0,00      |
| Цигани              | 0         | 0,00      |
| Други               | 0         | 0,00      |
| Не се самоопределят | 0         | 0,00      |
| Неотговорили        | 66        | 3,25      |

## Поминък
В местността „Долни ливади“ и част от „Средни ливади“ днес е разположен крупен химико-фармацевтичен комбинат, който дава основния поминък на населението от селото.

## Религии
Жителите на селото изповядват православно християнство. В черквата „Света Петка“ има лековит кладенец, чиято вода помага за различни заболявания на очите. Заради тази вода в селото се стичат хора от цяла България.

## Обществени институции
Село Яхиново към 2023 г. е център на кметство Яхиново.
В село Яхиново към 2023 г. има:
- действащо читалище „Пробуда 1939“;[12][13]
- действащо общинско основно училище „Свети свети Кирил и Методий“;[14]
- православна църква „Света Петка“;
- Обединено детско заведение[15] „Радост“;[16]
- пощенска станция.[17]

## Природни и културни забележителности
Край селото минава стар римски път от първия голям завой между Аракчикския мост и отклонението за Големо село, през с. Пиперево, Ширинта, могилата над глинената кариера, покрай Яхинските гробища, Зла бара, моста в началото на село Червен брег („хубав мост“ – Евлия Челеби), покрай Джубрена и Верила над село Крайници, кръстопътя Яребковица – Самоков и от него покрай Трънава могила (срещу Бончук) за „големия и хубав“ град Германа.

## Редовни събития
- Съборът на селото е на 14 октомври –празникът на Света Петка (Петковден).

## Личности
- Здравка Момчилова – народна певица
- д-р Мирчо Иванов Боцев – медицински директор на Районна болница Дупница
- инж. Йордан Иванов Боцев – Директор на Кремиковци, зам. министър на промишлеността в правителството на Любен Беров
- Емил Гущеров – депутат в народното събрание от партия ГЕРБ
- подполковник Венцислав Георгиев Грънчаров – изтъкнат български артилерист
- Генерал-майор Иван Томов (1942 – 2021) – Началник Първа армия на Република България, съветник по националната сигурност на президента Желю Желев
- Иван Бантутов (1931 – 1996), български офицер, генерал-майор